# Ernst Köpf
Ernst Köpf (ur. 10 lutego 1940 w Füssen) – niemiecki hokeista grający na pozycji napastnika, reprezentant kraju, olimpijczyk.

## Kariera
Ernst Köpf karierę sportową rozpoczął w 1957 roku w EV Füssen, z którym odnosił największe sukcesy w karierze: 6-krotnie mistrzostwo Niemiec (1958, 1959, 1961, 1963–1965), trzykrotnie wicemistrzostwo Niemiec (1960, 1962, 1966), Puchar Spenglera 1964 oraz finał Pucharu Europy 1965/1966, w którym przegrał rywalizację z czechosłowackim TJ ZKL Brno 4:0.
W 1963 roku podpisał kontrakt z Mannheimer ERC, jednak nieco później wycofał się z kontraktu.
Po sezonie 1965/1966 przeszedł do występującego w Oberlidze Augsburgera EV, z którym w sezonie 1967/1968 awansował do Bundesligi. W klubie grał do końca sezonu 1972/1973. Następnie w latach 1973–1976 reprezentował barwy BSC Berlin, z którym zdobył dwukrotnie mistrzostwo (1974, 1976) oraz wicemistrzostwo Niemiec (1975).
Następne kluby w karierze Köpfa to: ERC Freiburg (1976–1977 – awans do 2. Bundesligi w sezonie 1976/1977), ponownie BSC Berlin (1977–1978 – wicemistrzostwo Niemiec w sezonie 1977/1978), dwukrotnie Augsburger EV (1978–1979, 1980–1982 – awans do 2. Bundesligi w sezonie 1980/1981), EV Landsberg (1979–1980), dwukrotnie EV Füssen (1982, 1984–1986) oraz EA Kempten (1982–1984).
Łącznie w Bundeslidze rozegrał 530 meczów, w których zdobył 361 goli.

## Kariera reprezentacyjna
Ernst Köpf w latach 1959–1976 w reprezentacji RFN rozegrał 158 meczów, w których zdobył 129 punktów (85 goli, 44 asysty) oraz spędził 72 minuty na ławce kar. Trzykrotnie uczestniczył na zimowych igrzyskach olimpijskich (1964, 1968, 1976). Na turnieju olimpijskim 1976 w Innsbrucku z reprezentacją RFN pod wodzą selekcjonera Xavera Unsinna zdobył pierwszy od 44 lat medal olimpijski – brązowy medal. W październiku tego samego roku za ten sukces wraz z innymi wraz z kolegami z reprezentacji RFN otrzymał z rąk ówczesnego kanclerza Niemiec, Helmuta Schmidta Srebrny Liść Laurowy.
Ponadto 8-krotnie uczestniczył w mistrzostwach świata (1962, 1963 – awans do Grupy A, 1965, 1966 – awans do Grupy A, 1969, 1970, 1975 – awans do Grupy A, 1976).

## Sukcesy

### Zawodnicze
EV Füssen
- Mistrzostwo Niemiec: 1958, 1959, 1961, 1963, 1964, 1965
- Wicemistrzostwo Niemiec: 1960, 1962, 1966
- Finał Pucharu Europy: 1966
- Puchar Spenglera: 1964

Augsburger EV
- Awans do Bundesligi: 1968
- Awans do 2. Bundesligi: 1981

BSC Berlin
- Mistrzostwo Niemiec: 1974, 1976
- Wicemistrzostwo Niemiec: 1975, 1978

ERC Freiburg
- Awans do 2. Bundesligi: 1977

EA Kempten
- Awans do 2. Bundesligi: 1983

Reprezentacyjne
- Brązowy medal zimowych igrzysk olimpijskich: 1976
- Awans do Grupy A mistrzostw świata: 1966, 1975

### Indywidualne
- Członek Galerii Sław Niemieckiego Hokeja na Lodzie

### Odznaczenia
- Srebrny Liść Laurowy: 1976

## Życie prywatne
Ernst Köpf ma syna Ernsta, również hokeistę.